# Macaranga celebica
Macaranga celebica là một loài thực vật có hoa trong họ Đại kích. Loài này được Koord. mô tả khoa học đầu tiên năm 1898.